# Lophatherum gracile
Lophatherum gracile är en gräsart som beskrevs av Adolphe-Théodore Brongniart. Lophatherum gracile ingår i släktet Lophatherum och familjen gräs. Inga underarter finns listade i Catalogue of Life.

## Bildgalleri

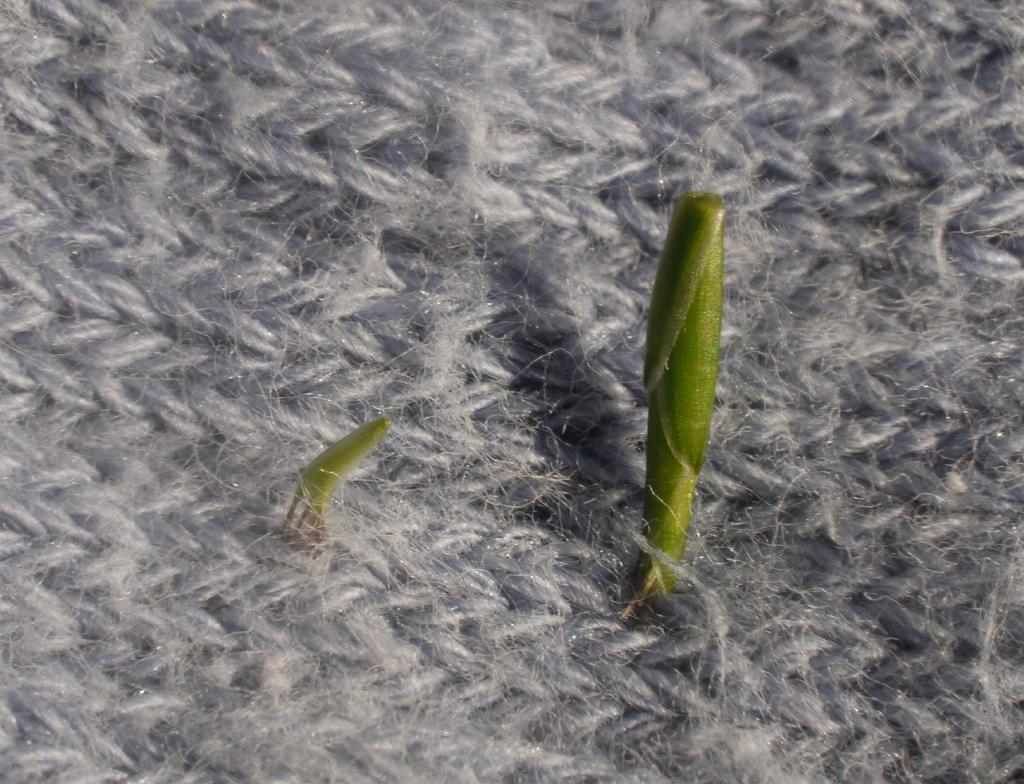